# Allogny
Allogny és un municipi francès, situat al departament de Cher i a la regió de Centre – Vall del Loira. L'any 2007 tenia 987 habitants.

## Demografia

### Població
El 2007 la població de fet d'Allogny era de 987 persones. Hi havia 404 famílies, de les quals 88 eren unipersonals (56 homes vivint sols i 32 dones vivint soles), 136 parelles sense fills, 144 parelles amb fills i 36 famílies monoparentals amb fills.
La població ha evolucionat segons el següent gràfic:
Habitants censats

### Habitatges
El 2007 hi havia 481 habitatges, 414 eren l'habitatge principal de la família, 43 eren segones residències i 23 estaven desocupats. 469 eren cases i 11 eren apartaments. Dels 414 habitatges principals, 343 estaven ocupats pels seus propietaris, 59 estaven llogats i ocupats pels llogaters i 12 estaven cedits a títol gratuït; 1 tenia una cambra, 19 en tenien dues, 55 en tenien tres, 113 en tenien quatre i 226 en tenien cinc o més. 337 habitatges disposaven pel capbaix d'una plaça de pàrquing. A 160 habitatges hi havia un automòbil i a 232 n'hi havia dos o més.

### Piràmide de població
La piràmide de població per edats i sexe el 2009 era:
| Homes | Edats   | Dones |
| ----- | ------- | ----- |
| 0     | 95 o +  | 0     |
| 0     | 90 a 94 | 0     |
| 0     | 85 a 89 | 0     |
| 8     | 80 a 84 | 12    |
| 12    | 75 a 79 | 4     |
| 32    | 70 a 74 | 24    |
| 20    | 65 a 69 | 28    |
| 36    | 60 a 64 | 12    |
| 20    | 55 a 59 | 32    |
| 44    | 50 a 54 | 44    |
| 36    | 45 a 49 | 40    |
| 16    | 40 a 44 | 28    |
| 40    | 35 a 39 | 56    |
| 36    | 30 a 34 | 36    |
| 20    | 25 a 29 | 32    |
| 4     | 20 a 24 | 4     |
| 44    | 15 a 19 | 24    |
| 20    | 10 a 14 | 40    |
| 28    | 5 a 9   | 32    |
| 24    | 0 a 4   | 32    |

## Economia
El 2007 la població en edat de treballar era de 650 persones, 502 eren actives i 148 eren inactives. De les 502 persones actives 466 estaven ocupades (251 homes i 215 dones) i 36 estaven aturades (13 homes i 23 dones). De les 148 persones inactives 65 estaven jubilades, 38 estaven estudiant i 45 estaven classificades com a «altres inactius».

### Ingressos
El 2009 a Allogny hi havia 421 unitats fiscals que integraven 1.036,5 persones, la mediana anual d'ingressos fiscals per persona era de 21.284 €.

### Activitats econòmiques
Dels 33 establiments que hi havia el 2007, 3 eren d'empreses alimentàries, 1 d'una empresa de fabricació de material elèctric, 4 d'empreses de fabricació d'altres productes industrials, 6 d'empreses de construcció, 3 d'empreses de comerç i reparació d'automòbils, 1 d'una empresa de transport, 3 d'empreses d'hostatgeria i restauració, 1 d'una empresa financera, 4 d'empreses immobiliàries, 5 d'empreses de serveis i 2 d'empreses classificades com a «altres activitats de serveis».
Dels 13 establiments de servei als particulars que hi havia el 2009, 1 era un taller de reparació d'automòbils i de material agrícola, 2 guixaires pintors, 2 lampisteries, 1 empresa de construcció, 2 perruqueries, 1 veterinari, 2 restaurants i 2 agències immobiliàries.
Dels 2 establiments comercials que hi havia el 2009, 1 era una botiga de menys de 120 m² i 1 una fleca.
L'any 2000 a Allogny hi havia 21 explotacions agrícoles que ocupaven un total de 720 hectàrees.

## Equipaments sanitaris i escolars
El 2009 hi havia una escola elemental.

## Poblacions més properes
El següent diagrama mostra les poblacions més properes.